# 釋妙融
釋妙融（1975年—），本名劉東東，台灣台北人，化育基金會董事兼執行長，母親為化育基金會創辦人孫春華女士。

## 生平
- 1975年：出生在台北。
- 1989年：前往台灣高雄的佛光山佛學院學習。
- 1993年：依止佛光山的星雲大師剃度。
- 1993年：接受比丘尼戒。
- 1994年：前往西藏的拉薩學習藏文，而且親近「朗仁活佛」學習佛法。
- 1995年：前往尼泊爾的加德滿都噶舉傳承佛學院學習，而且親近「堪布竹清嘉措仁波切」等多位仁波切學習佛法。
- 1998年：開始擔任尼泊爾龍樹學校執行長，負責護持尼泊爾、印度、西藏各地寺廟。
- 2001年：開始擔任第十七世大寶法王口譯[2]、堪布竹清嘉措仁波切等善知識的翻譯。
- 2003年：開始擔任化育基金董事兼執行長。

## 外部連結
- 化育基金會 （页面存档备份，存于）

1. ↑  .   [2021-10-29]. （原始内容存档于2021-11-02）.
2. ↑  .   [2021-10-29]. （原始内容存档于2021-10-29）.